# Glicin
Glicin (skrajšano Gly ali G), je najmanjša od 20 aminokislin, ki jih je običajno srečati v beljakovinah; glicin je tudi najmanjša možna amino kislina - namesto stranske verige kot pri drugih amino kislinah je v glicinu najti en sam vodik. Formula je NH2CH2COOH. Kodoni za glicin so GGU, GGC, GGA, GGG.
Glicin je brezbarvna kristalinična snov sladkega okusa. Med aminokislinami, ki tvorijo proteine, je edinstven, ker je akiralen - njegova zrcalna slika je enaka originalu. Zaradi minimalne stranske verige - enega samega vodikovega atoma - mu ustrezajo tako hidrofilna kot hidrofobna okolja.  Acil radikal glicina je glicil.

## Zgodovina in etimologija
Glicin so prvič izolirali iz želatine leta 1820. ime izvira iz starogrške besede γλυκύς, to je "sladkega okusa" (kar je tudi izvor predpon glico- in gluco-,na primer v glikoproteinu n in glukozi).

## Proizvodnja
Glicin je odkril leta 1820 Henri Braconnot , ko je vzorec želatine  prekuhal v žvepleni kislini.
Glicin se tvori industrijsko pri obdelavi klorocetne kisline z amoniakom:
ClCH2COOH + 2 NH3 → H2n ech2COOH + NH4Cl
Po tej poti se letno proizvede 15 milijonov kg te snovi.
V ZDA (GEO Specialty Chemicals, Inc.) in na Japonskem (Showa Denko KK Arhivirano 2014-03-20 na Wayback Machine.) se glicin proizvaja s pomočjo sinteze po Streckerju.
V ZDA obstajata dva proizvajalca glicina: Chattem Chemicals, Inc., hčerinsko podjetje  Sun Pharmaceutical iz Mumbaja, in podjetje GEO Specialty Chemicals, Inc., ki je odkupilo proizvodne zmogljivosti za glicina in naftalen sulfonat od družbe Hampshire Chemical Corp, hčerinskega podjetja Dow Chemical.Proizvodni proces pri Chattem Chemicals (t.i. process "MCA")  teče v serijah, končni izdelek vsebuje ostanke  klorida, vendar ne sulfata; proizvodnja pri GEO je delno v šaržni obliki, končni izdelek vsebuje nekaj preostalega sulfata, klorida pa ne.
Glicin tudi nastaja kot nečistota v sintezi EDTA med reakcijami so-izdelka amonijaka.

### Lastnosti kislina-baza in strukture
V vodni raztopini je glicin  amfoteren: pri nizkih pH se molekula lahko protonira s pKa približno 2.4, pri visokih pH pa izgubi proton s pKa približno 9.6 (natančna vrednost pKa  je odvisna od temperature in ionske moči). Naravo glicina v vodni raztopini so raziskovali po teoretični poti. V raztopini je delež  koncentracij obeh izomerov neodvisno od analitične koncentracije in od pH. Ta delež je preprosto konstanta ravnotežja za izomerizacijo.
{\displaystyle K=\mathrm {\frac {[H_{3}N^{+}CH_{2}CO_{2}^{-}]}{[H_{2}NCH_{2}CO_{2}H]}} }
Oba izomera glicina so v plinski fazi dokazali z mikrovalovno spektroskopijo. Strukturo spojine v trdni fazi je podrobno analizirana.

## Metabolizem

### Biosinteza
Glicin ni bistvenega pomena za človeško prehrano, saj se v telesu sintetizira iz aminokisline serin, ki po drugi strani izvira iz 3-fosfoglicerata, vendar presnovna zmogljivost za bio sintezo glicina ne pokriva potreb pri sintezi kolagena. V večini organizmov  encim, serin hidroksimetiltransferaza katalizira pretvorbo s pomočjo kofaktorja piridoksal fosfata:
serin + tetrahidrofolat → glicin + N5,N10-Metilen tetrahidrofolat + H2O
V jetrih vretenčarjev sintezo glicina katalizira glicin sintetaza (imenovano tudi encim za cepljenje glicina). Ta pretvorba je lahko reverzibilna:
CO2 + NH4+ + N5,N10-Metilen tetrahidrofolat + NADH + H+ → Glicin + tetrahidrofolat + NAD+
Glicin kodirajo kodoni GGU, GGC, GGA in GGG. Večina beljakovin vsebuje le majhne količine glicina. Pomembna izjema je kolagen, ki vsebuje približno 35 % glicina.

### Degradacija
Glicin se degradira po treh poteh. Prevladujoča pot v živalih in rastlinah je prek encima za cepljenje glicina:
Glicin + tetrahidrofolat + NAD+ → CO2 + NH4+ + N5,N10-Metilen tetrahidrofolat + NADH + H+
Glicin je brezbarvna kristalinična snov sladkega okusa. Med aminokislinami, ki tvorijo proteine, je edinstven, ker je ahiralen - njegova zrcalna slika je enaka originalu. Zaradi minimalne stranske verige - enega samega vodikovega atoma - mu ustrezajo tako hidrofilna kot hidrofobna okolja.  Acil radikal glicina je glicil.
Po drugi poti se glicin razgradi v dveh korakih. Prvi korak je obrat biosinteze glicina iz serina s pomočjo serin hidroksimetil transferaze. Serin nato encim serin dehidrataza pretvori v piruvat.
Po tretji poti se glicin pretvori v glioksat  s pomočjo encima  monoaminooksidaza D-amino kislin. Glioksilat  nato v jetrih oksidira  laktat dehidrogenaza v  oksalat v reakciji, ki je odvisna od NAD+.
Razpolovna doba iz glicina in njegovo izločanje iz telesa lahko odvisno od odmerka v veliki meri niha. V eni od raziskav so na primer namerili razpolovni čas med pol ure in štiri ure 

## Fiziološka funkcija
Glavno vlogo igra glicin kot predhodnik beljakovin, kot je na primer skupaj s hidroksiprolinom v vijačni strukturi  kolagena. Predstavlja tudi osnovni gradnik za številne naravne izdelke.

### Kot biosintetični intermediat
Glicin je odkril leta 1820 Henri Braconnot, ko je vzorec želatine  prekuhal v žvepleni kislini.
V višjih evkariontih, je δ-aminolevulinska kislina  ključni predhodnik za porfirine; biosintetizira se iz glicina in sukcinil-CoA s pomočjo encima ALA sintetaza. Glicin je vir za vse osrednje podenote C2N purinov.

### Kot nevrotransmiter
Glicin  zavira nevrotransmiterje v osrednjem živčevju, še posebej v hrbtenici, možganskem deblu in očesni mrežnici. Kadar so receptorji za glicin aktivirani, klorid vstopa v nevron prek ionotropskih receptorjev, kar povzroči inhibitorni postsinaptični potencial (IPSP). Strihnin je močen, bikukulin pa šibek antagonist za ionotropske receptorje glicina,  . Glicin je potreben so-agonist, skupaj z glutamatom, za NMDA receptorje.  
Pregledni članek o uspavalih iz leta 2014 je opozoril na to, da glicin lahko izboljša kakovost spanja; 3 g glicina pred spanjem je, kot študija navaja, so izboljšali kakovost spanja pri ljudeh.
Glicin je bil tudi pozitivno preizkušen kot dodatek za zdravljenje shizofrenije.

## Uporaba
V ZDA se glicin običajno prodaja v dveh kakovostnih razredih: kot "USP" razred  ("United states Pharmacopeia")  in kot tehnični razred. Glicin se za različne namene večinoma (80 do 85 odstotkov trga v ZDA) proizvaja s kvalitetno oznako USP.
- Farmacevtska vrsta glicina se proizvaja za nekatere farmacevtske aplikacije, kot intravenozne injekcije, kjer zahteve glede čistosti pogosto presegajo minimalne zahteve za kakovost USP.
- Glicin tehnične čistosti, za katerega ni nujno, da ustreza kakovosti USP, se uporablja v industrijskih aplikacijah; npr. kot agent za kompleksiranje in dokončno obdelavo v kovinski industriji.

### Človeška in živalska hrana
Glicin kakovosti USP se med drugim uporablja kot  hrani za hišne živali in živalski krmi. Glicin se prodaja kot sladilo/ojačevalec okusa v človeški hrani. Nekatera prehranska dopolnila in beljakovinski napitki vsebujejo glicin. Recepture za nekatera zdravila vsebujejo glicin, ker izboljšuje vpijanje zdravila v želodcu.

### Kozmetika in druge uporabe
Glicin služi kot pufer v antacidih, analgetikih, sredstvih proti potenju, kozmetičnih in toaletnih izdelkih.
Glicin je intermediat v sintezi različnih kemičnih proizvodov. Uporablja se v proizvodnji herbicida glifosata.

### Laboratorijske raziskave
Glicin, je pomembna sestavina nekaterih raztopin, ki se uporabljajo v analizi beljakovin po metodi  SDS-PAGE Kot pufer ohranja pH in preprečuje, da bi med elektroforezo prišlo do poškodbe beljakovin. Z glicinom se tudi odstranjuje protitelesa z membrane za Western blot,  kar izboljšuje zaznavanje beljakovin v gelu SDS-PAGE.

## Prisotnost v vesolju
Prisotnost glicina v medzvezdnem prostoru je znanstveno potrjena. Leta 2008 so glicin - kot molekulo aminoacetonitrila - sodelavci Instituta Max Planck za Radio Astronomijo odkrili v Large Molecule Heimat, velikem oblaku plina v bližini galaktičnega centra v ozvezdju Strelca. Leta 2009 so potrdili prisotnost glicina v vzorcih, ki jih je vesoljsko plovilo Stardust NASA zajelo  s kometa Wild 2. To je prvo odkritje glicina zunaj Zemlje, so pa glicin dokazali tudi v meteoritu Murchison iz leta 1970. Rezultati podpirajo teorijo panspermije, po kateri so gradniki življenja najti po vsem vesolju.